# Холмогорец, Семен Спиридонов
Семён Спиридонов Холмогорец (1642, Холмогоры — 1694 или 1695, Холмогоры) — русский иконописец XVII века, работавший в Холмогорах, Ярославле, Москве.

## Биография и творчество

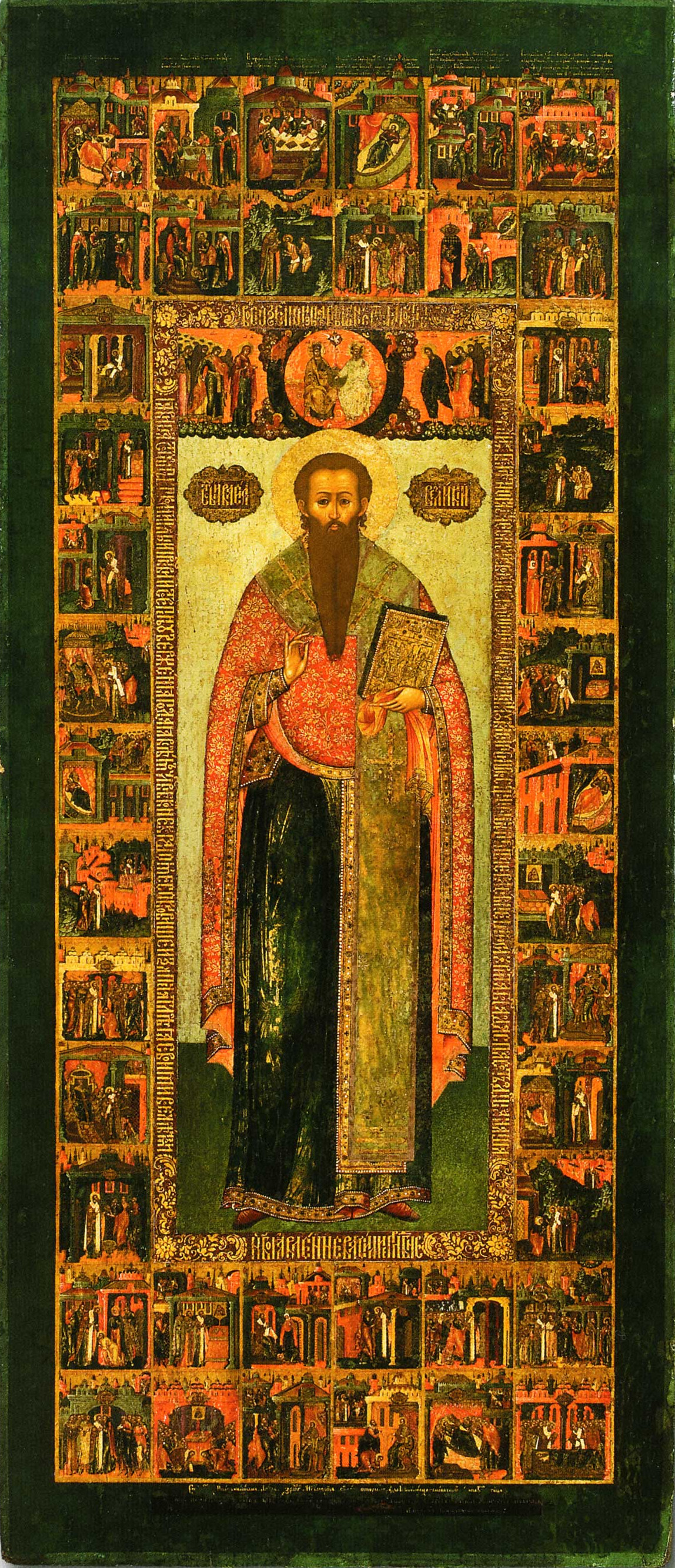
Святитель Василий Великий, с житием в 42 клеймах. 1674. Дерево, левкас, темпера. 128×55 см. ЯХМ. Из церкви Николы Мокрого в Ярославле.

Год рождения Семёна Спиридонова — 1642 — известен из переписных книг города Холмогоры. Нет данных о роде занятий его отца, посадского человека из Холмогор. Известно, что трое его сыновей, Семён, Василий и Никита, а также внук Василий стали иконописцами.
Нет никаких сведений об обучении Семёна, но к 1665 году он уже сформировался как живописец. Приобретённые у него иконы были доставлены в Москву и преподнесены царице Марии Ильиничне и воспитателю наследника боярину Ф. М. Ртищеву. Вероятно, работа Семёна Спиридонова получила высокую оценку, поскольку в декабре 1666 года он был царским указом вызван ко двору.
Художник не задерживается в Москве надолго. О его деятельности в конце 1660-х годов известно мало. Есть сведения о том, что вместе с братом Никитой он работал в церкви Благовещенского погоста Важского уезда, однако его работы этого периода до нас не дошли.
С конца 1660-х до конца 1680-х (с перерывами) художник работал в Ярославле, который в эту эпоху переживал эпоху своего расцвета. Здесь на средства преуспевающих горожан строили и украшали множество церквей, и был большой спрос на иконописную работу. Здесь Семён Спиридонов создал свои главные произведения. Ярославские заказчики часто поручали ему создание икон местного ряда иконостаса.
Самое раннее сохранившееся подписанное произведение мастера — «Василий Великий в житии». Она написана в 1674 году для недавно освящённого храма Николы Мокрого. И здесь, и в дальнейшем Семён Спиридонов сохраняет традиционную композицию житийной иконы с крупным изображением святого в среднике, окружённом множеством клейм. При том, что число клейм достигает 42-х, миниатюрное «ювелирное» письмо позволяет художнику разместить на одном клейме размером 10-15 сантиметров несколько сцен, часто в ещё меньших по размеру клеймах.
Позже, вероятно в середине 1670-х годов (или в 1680-х) Семён Спиридонов создаёт для той же церкви икону «Иоанн Златоуст с житием в 40 клеймах» (не подписана). В той же церкви хранился и образ «Илья Пророк с житием в 26 клеймах», подписанный и датированный 28 ноября 1678 года.
В 1677 придворные художники приступают к созданию напрестольного евангелия для храма Спаса Нерукотворного, царской домовой церкви. Огромный манускрипт предстояло украсить тысячью двумястами миниатюрами. В помощь московским изографам царским указом были вызваны мастера из Ярославля и Костромы. Ярославцы назначили старшим Семёна Холмогорца, костромичи — Гурия Никитина. Работа была закончена в следующем году. Поскольку все мастера должны были подчинять свой изобразительный почерк манере ведущего художника, исследователи не смогли определить, какие именно миниатюры были созданы Холмогорцем. Вероятно, мастерство Семёна Спиридонова получило высокую оценку, поскольку Симон Ушаков рекомендовал оставить его и Гурия Никитина в Москве в качестве жалованных царских изографов. Однако ни тот, ни другой не были зачислены в штат, и Холмогорец вернулся в Ярославль.
В 1679—1680 годах мастер вместе с братом Василием работал в Соловецком монастыре, где расписывал Зосимо-Савватиевский придел Преображенского собора. Росписи были уничтожены в XVIII веке при расширении церкви.
В начале 1680-х годов мастер создаёт несколько образов для храма Иоанна Златоуста в Коровниках, из которых сохранились три: «Богоматерь на престоле» (1682 г.), «Спас Вседержитель на престоле с житием в 28 клеймах» и «Богоматерь Прежде Рождества Дева, с 32 клеймами».

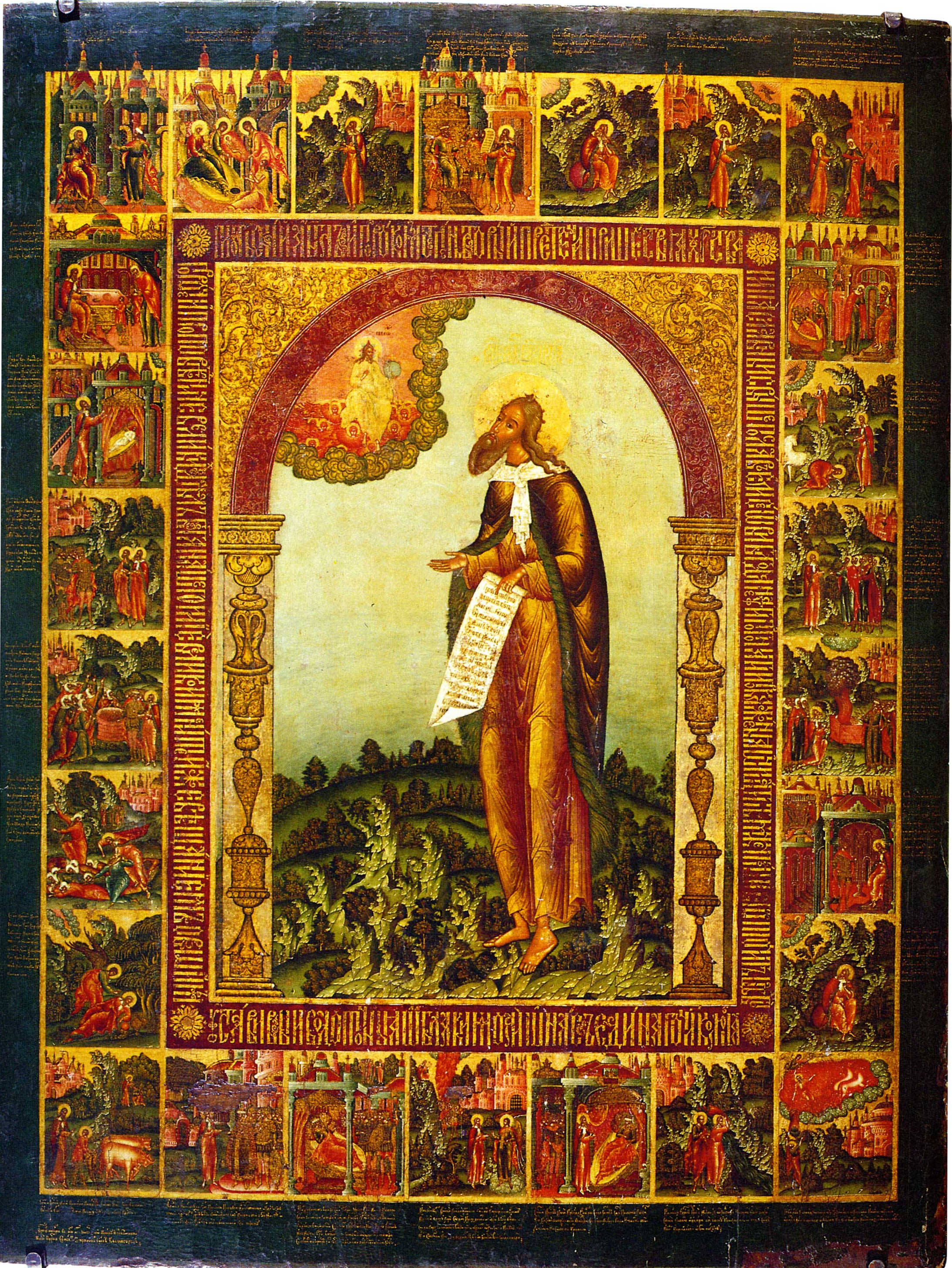
Илья Пророк, с житием в 26 клеймах. 1678 г. Дерево, левкас, темпера. 145×113 см. ЯХМ. Из церкви Николы Мокрого в Ярославле.

В этот период Семён Спиридонов вновь работает в церкви Николы Мокрого: создаёт шесть восьмиугольных икон для царских врат, из которых сохранилось три. Сохранились ещё и две иконы местного ряда иконостаса того же храма: «Богоматерь Одигитрия на престоле с житием в 40 клеймах» (1687) и «Николай Чудотворец с житием в 34 клеймах» (1685).
Ко второй половине 1680-х относятся также два больших иконостаса, приписываемых Холмогорцу исходя из анализа стиля: в ярославской церкви Богоявления и в московском храме Николы «Большой крест». После сноса московской церкви и хранения на складе иконостас был передан церкви и ныне в реконструированном виде установлен в Сергиевской церкви трапезной палаты Троице-Сергиевой лавры. Очевидно, эти работы были выполнены при участии помощников.
В 1690-х годах Семён Спиридонов возвращается в Холмогоры. От этого периода его произведений не сохранилось. По документам известно об одном заказе, поступившем от местного архиепископа Афанасия для холмогорского Преображенского собора.
Согласно переписной книге, Семён Спиридонов Холмогорец умер в 7203 году, то есть в 1694 или в 1695 году по современному летоисчислению.

## Особенности стиля
Анализируя стиль Холмогорца, исследователи отмечают явную преемственность по отношению к строгановской школе. Миниатюрное письмо, обилие причудливых контуров и замысловатых узоров, изысканные сочетания красок, обилие золота уподобляют его иконы драгоценным произведениям ювелиров.
В отличие от современников, всё больше перенимавших приёмы западного «живоподобного» письма, Семён Спиридонов намеренно придерживается архаической традиции. Не стремясь к натуральности, художник стремился создать образ идеального. С годами склонность к стилизации и плоскостному изображению только усиливались.
Лучшие произведения Холмогорца — житийные иконы с множеством клейм, виртуозно заполненных миниатюрными сюжетами. Как и многие художники его эпохи, Семён Спиридонов использует в качестве образцов гравюры западных увражей. Для Холмогорца источником сюжетов и отдельных элементов композиции становятся иллюстрации библии Пискатора и, особенно, фламандского гравёра Питера ван дер Борхта. Однако при выборе образцов он старался найти варианты, наиболее близкие православной иконографии.

## Галерея

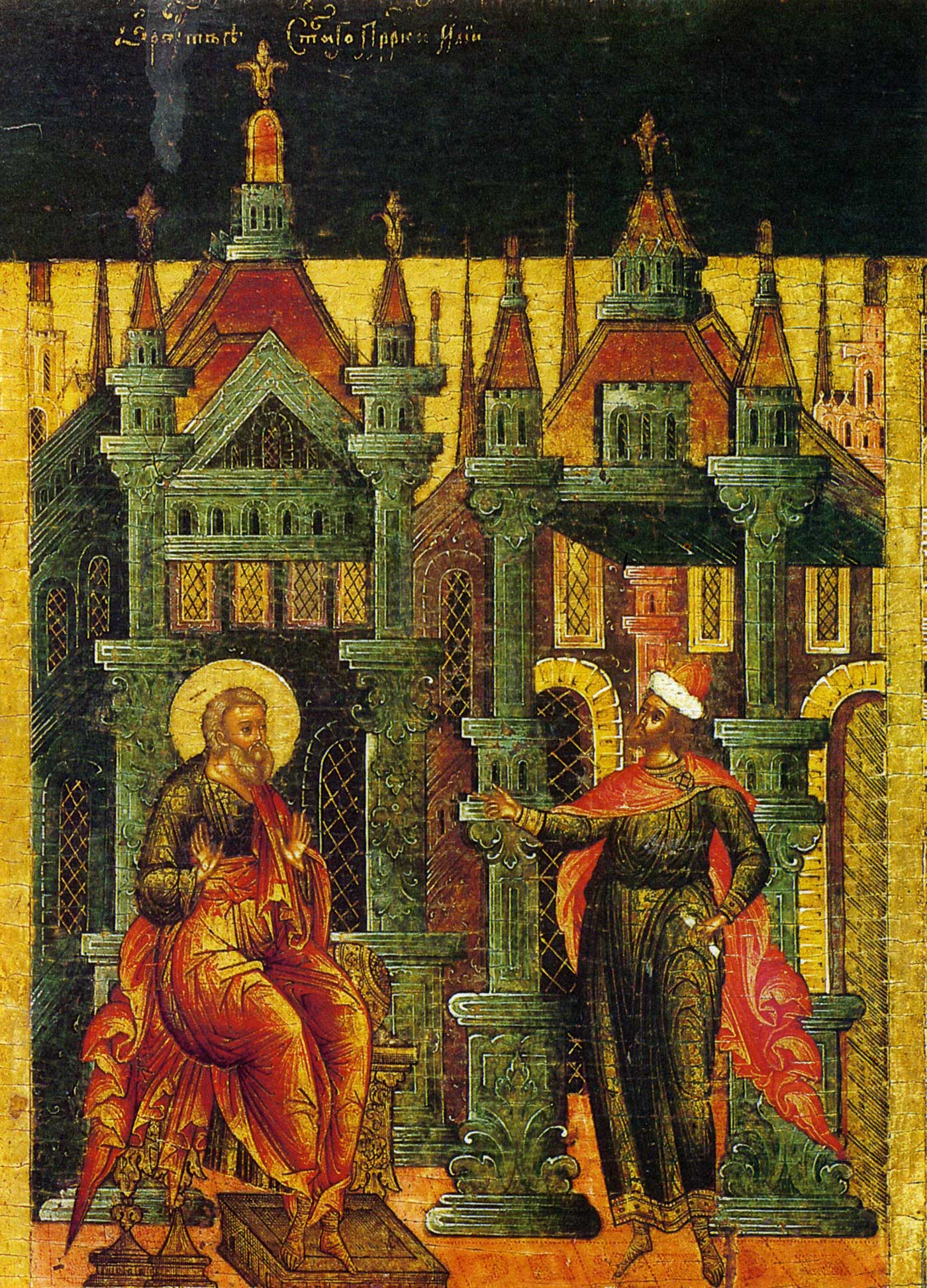
Некий муж предвещает отцу Илии о рождении ему сына. Клеймо иконы «Илья Пророк».
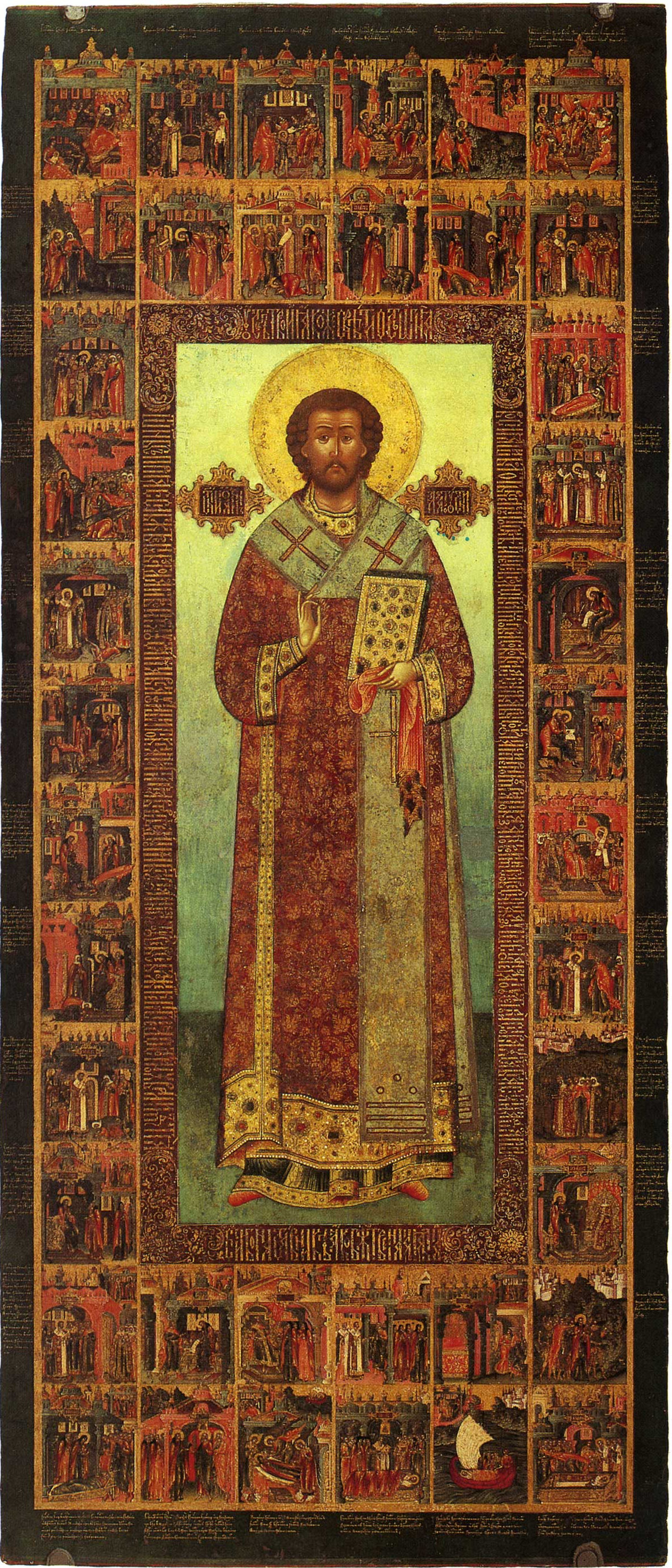
Иоанн Златоуст, с житием в 40 клеймах. 1670-е — 1680-е годы. Дерево, левкас, темпера. 156 × 67 см. ЯХМ. Из церкви Николы Мокрого в Ярославле[8].
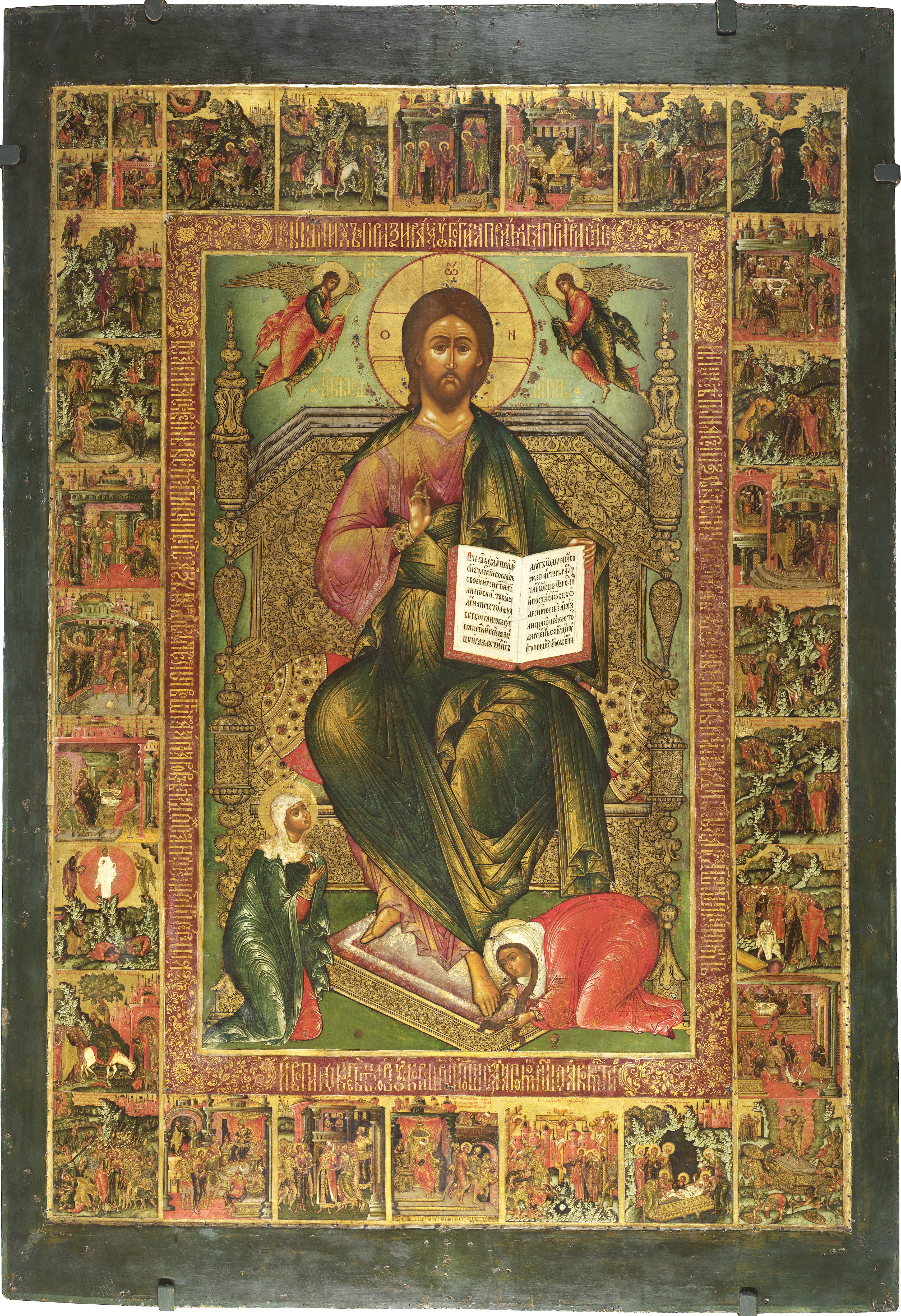
Христос Вседержитель на престоле, с 28 клеймами. Ок. 1682 (?). Дерево, темпера. 156,2 x 107,8 x 3,6 см. ГРМ, Санкт-Петербург[20].
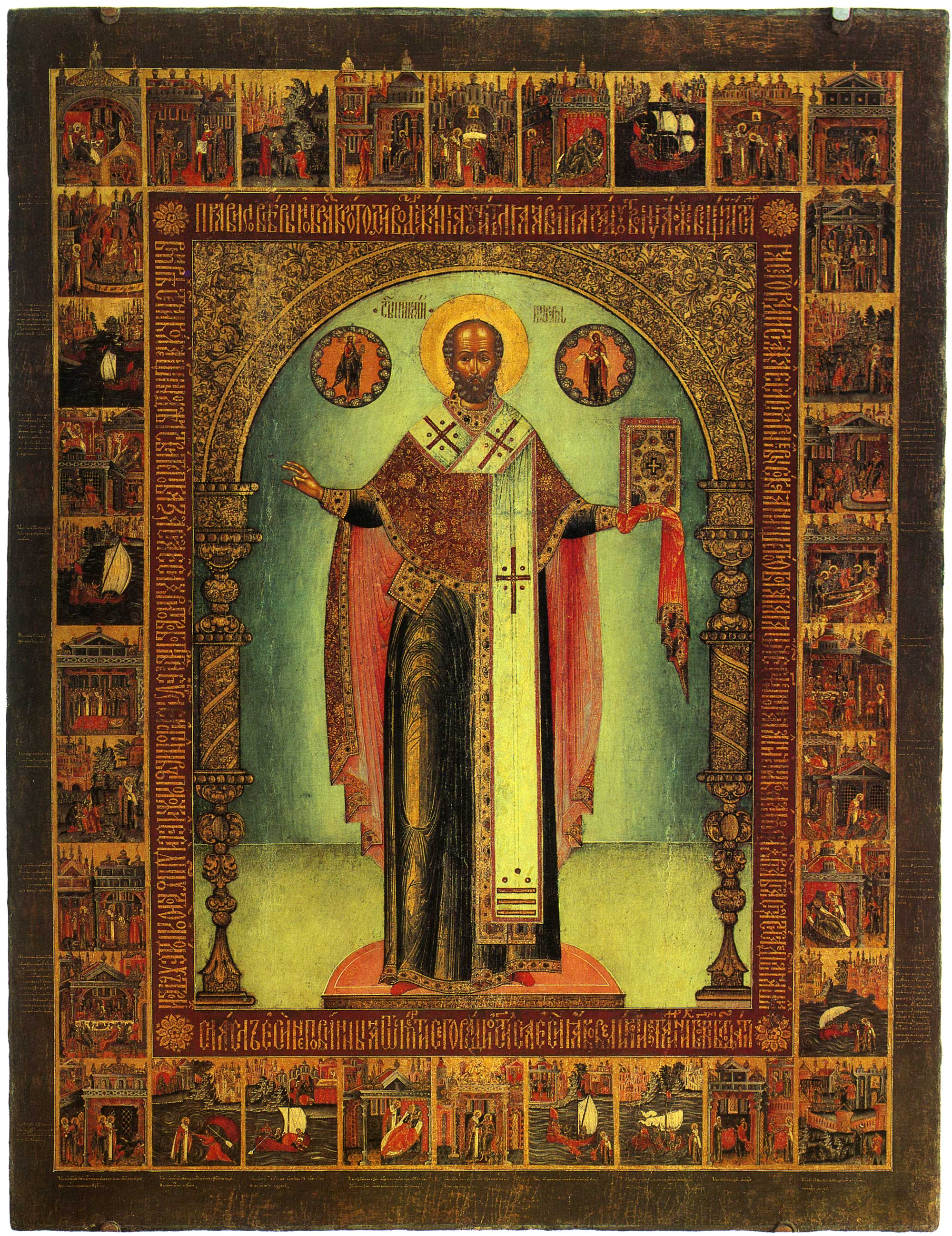
Николай Чудотворец в тридцати четырёх клеймах жития. 1685. Дерево, темпера. 172 × 132 см. ЯХМ[8].
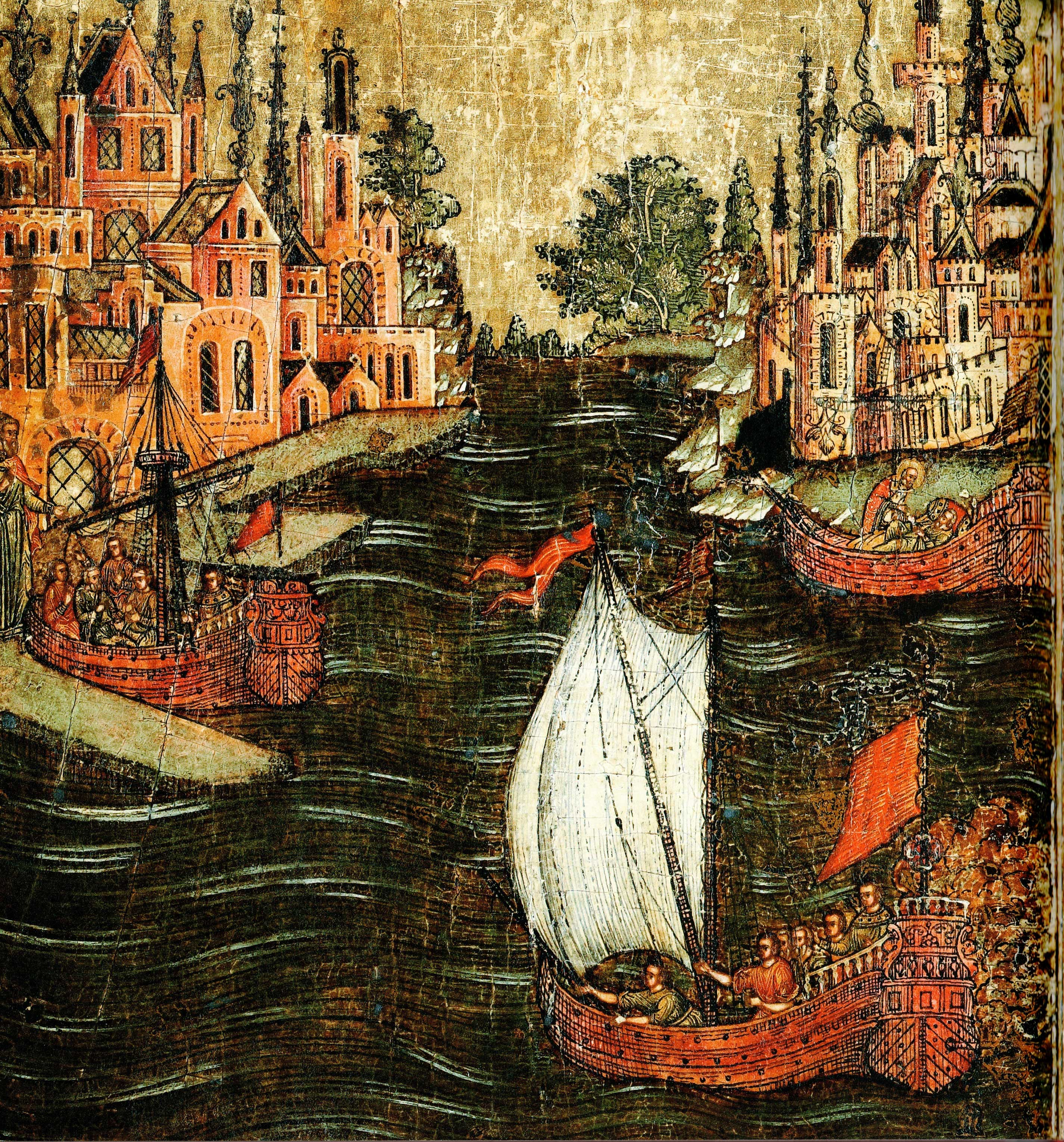
Приведение корабля итальянского купца в Мир (Чудо о купце). Клеймо иконы «Святой Николай».